# Plinia clausa
Plinia clausa es un árbol de la familia Myrtaceae, nativo de la Amazonia peruana, conocido como anahuayo. Crece entre los 0 y 500 m s. n. m..

## Descripción
Alcanza hasta 10 m de altura. Fuste de color pardo con moteaduras blancas, presenta flores y frutos caulifloros. Ramitas con pelos ocreados hasta de 0.3 mm de largo. Hojas elípticas de 3 a 4 cm de diámetro y 7 a 10 cm de largo. Inflorescencia en racimos axilares cortos. Frutos de longitud entre 5,6 y 9,4 cm y diámetro entre 4,7 y 7,7 cm. Contiene en promedio dos semillas de 3,3 cm de longitud, 2,1 cm de diámetro y 1,4 cm de espesor.

## Uso
Los frutos comestibles e recolectan en el bosque y además se cultivan en los huertos familiares. Presentan cáscara coriácea de color amarillo a anaranjado, tienen un aroma intenso y sabor muy agradables. Pulpa blanca grisácea. Generalmente se consumen directamente como fruta fresca. Además, la pulpa se puede utilizar en diversas formas procesadas, como mermeladas, jaleas y licores.